# 久富美海
久富 美海（ひさとみ みう、1997年10月12日 - ）は、長崎放送のアナウンサー。
YouTubeの「NBC eSports 部」にてゲーム配信中。「鉄拳8」のシャオユウ使いとして活躍。

## 人物
- 長崎県大村市出身。長崎県立長崎東中学校・高等学校[5][6]、九州大学[7]21世紀プログラム卒業。
- 2020年4月長崎放送入社。営業部にて1年間勤務した後、記者職に異動し、2021年9月からアナウンサーも兼務している[8][9][10]。
- 九州大学在学時にコミュニティラジオ天神で学生パーソナリティをしていた[11]。
- 九州大学在学時にアルバイトで福岡タワーのエレベーターガールを務める[12]。
- 母親の影響でTHE ALFEEが大好き[13]。
- 好きなことは休日前日の夜ふかし、母親と行くアルフィーのコンサート、愛猫と遊ぶこと、激辛料理、クラシックバレエ[14]。

## 現在の担当番組
テレビ
- Pint
- NBCニュース
- マヂラブの長崎乗り継ぎの旅！
- 見取り図の長崎ミステリーツアー
- THE TIME,（2024年4月24日〜不定期出演） -「列島リアルタイム中継」長崎県担当 ※TBSテレビ制作

ラジオ
- NBCニュース

YouTube
- NBC esports 「みうみうチャンネル(仮)」